# Inmigración española en Guatemala
La inmigración española en Guatemala se refiere a llegada migratoria del antiguo mundo hacia el territorio actual de Guatemala de manera tanto histórica como actual, siendo un proceso que data desde 1524, habiendo comenzado con el propósito de establecer un proceso de colonización en la región del entonces heterogéneo primer virreinato en las Indias que duró más de 300 años. Actualmente esta inmigración se refiere a los intercambios de la comunidad española establecida en Guatemala por propósitos tanto personales como empresariales. 

## Cultura española en Guatemala

### Idioma
El castellano es la mayor aportación de la presencia española en Guatemala y está muy presente en la población mestiza y criolla. Aproximadamente el 60 % de la población habla este idioma. El español guatemalteco se habla principalmente en los departamentos de Zacapa, Jalapa, Jutiapa, Santa Rosa, Retalhuleu, Guatemala, Escuintla, Sacatepéquez, Izabal, Petén, Chiquimula, El Progreso y San Marcos.

### Religión
El catolicismo tiene sus raíces en la herencia española, y está muy presente en la sociedad guatemalteca de la época colonial en la actualidad. Chiquimula y Sacatepéquez son los departamentos más católicos de la nación, donde varias actividades católicas como la Semana Santa, Posadas navideñas, Día de los Muertos, y los cometas voladores, tienen lugar. Estas actividades también se llevan a cabo en todo el país. En Esquipulas, Chiquimula se encuentra una de las iglesias más grandes de todo el país (la Basílica de Esquipulas). 

### Centros y lugares

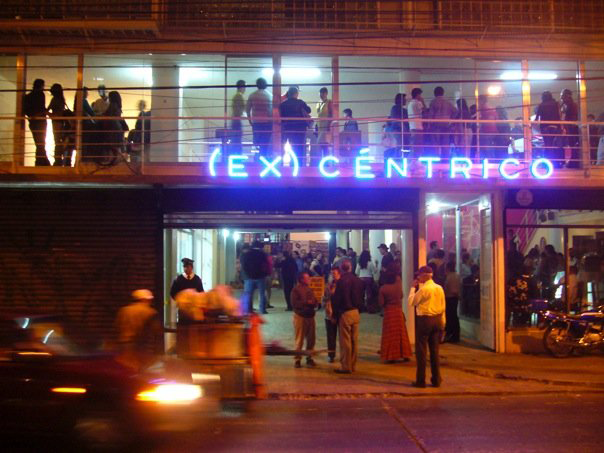
(Ex) Céntrico, espacio expositivo del CCE/G creado en abril del 2009.

El CCE adquiere notoriedad al tratar temas espinosos en el contexto social guatemalteco: aborda la discriminación que, por razón de su opción sexual, sufre la población gay, lesbiana y transexual del país, combatiendo abiertamente los prejuicios dominantes mediante una programación específica. Abre sus salas a organizaciones de la sociedad civil, apostando por la interculturalidad mediante el Observatorio Kanek. En abril de 2009, se inaugura (Ex) Céntrico, un nuevo espacio que apostaba por la recuperación del Centro Histórico de la capital, evidenciando la necesidad de un cambio de sede definitivo y de un nuevo marco jurídico como UCE (Unidad de Cooperación Exterior). También en el año 2009 se presenta el primer ejemplo de Programación Operativa en Guatemala, mediante un Plan de Centro, y se apuesta fuertemente por la dramaturgia nacional a través de una serie de programas de teatro que cristalizan en tres obras locales y un premio de Nueva Dramaturgia Guatemalteca.
La actividad cultural en La Antigua Guatemala ha sido creciente y cada vez con más participaciones. Ahora es frecuente que en el atrio original de la iglesia, frente al antiguo Colegio Compañía de Jesús (Antigua Guatemala), se realicen lecturas, obras, se declame poesía o se proyecte cine. El denominado «Espacioce» dinamiza así, junto con el Centro Cultural de España en Guatemala y el Instituto de Cultura Hispánica de Xela, la vida cultural guatemalteca y cumplimenta la cooperación cultural para el desarrollo que se articula a través de la Red de Centros Culturales de la Cooperación Española.
Y desde 1999 el Centro de Formación de la Cooperación Española en La Antigua Guatemala cuenta con una Biblioteca y Centro de Documentación especializada en Ciencias Sociales y en Cooperación al Desarrollo. Esta es de acceso público y forma parte de BAGE (Bibliotecas de la Administración General del Estado), generando sus recursos en el marco de las actividades formativas y se complementa (2006) con los Fondos Especializados Carlos Guzmán-Böckler y Arturo Taracena Arriola, así como el Archivo Municipal de Antigua Guatemala y la Videoteca de AECID como filial de la Filmoteca de la Cooperación Española en Madrid.